# Tchibo
Tchibo, «Чибо» — немецкая компания, производитель кофе. Tchibo также владеет сетью кофейных магазинов и ресторанов (более тысячи заведений в Германии). Основана в 1949 году, главный офис компании расположен в Гамбурге.

## История

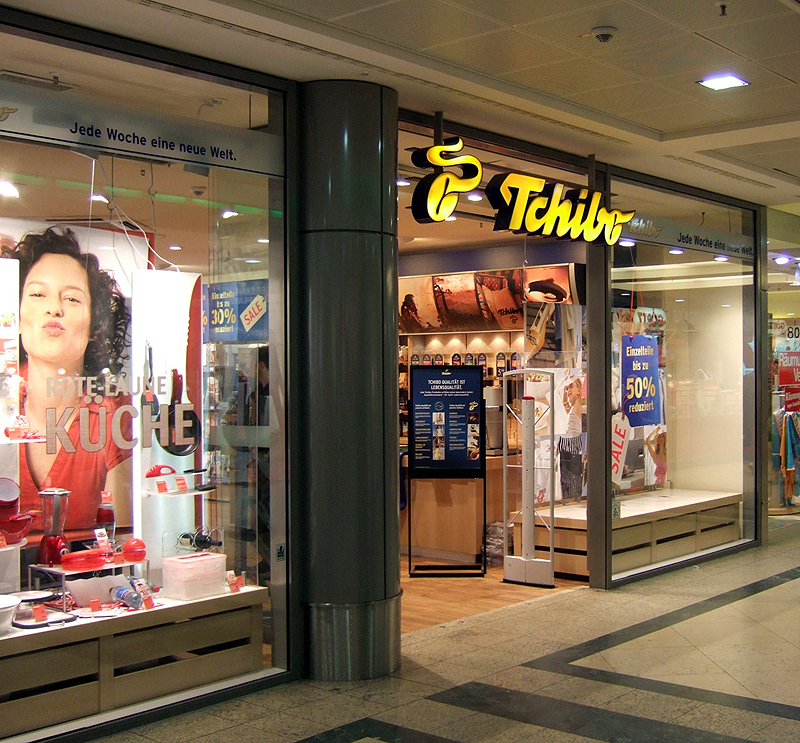
Магазин в Дармштадте

Компания была основана в 1949 в Гамбурге Карлом Чилингаряном и Максом Герцом. Основной офис компании располагается с момента её основания на севере города. Название «Tchibo» создано из фамилии Чиллингарян (нем. Tchilling) и слова «Bohnen» (с нем. — «Бобы»). В первые годы компания торговала кофе по почте. В 1955 году был открыт первый магазин. К 1958 году бренд компании Gold Mocca стал самой продаваемой маркой кофе в Германии. С 1963 года Tchibo начала устанавливать стенды со своей продукцией в пекарнях и других торговых точках. В 1964 году в Гамбурге была открыта новая фабрика по обжарке кофе. После смерти Макса Герца в 1965 году семейный бизнес возглавил его старший сын Гюнтер Герц.
В 1972 году было создано подразделение Tchibo Café Service по снабжению кофе офисов и заведений общепита; в 1994 году это подразделение стало отдельной компанией в составе Tchibo Holding AG. В 1970-х годах компания начала продавать другие товары, такие как книги кулинарных рецептов, часы и футболки. В 1977 году была куплена доля в производителе косметики Beiersdorf. В 1980 году был куплен контрольный пакет акций сигаретной фабрики Reemtsma. Эта диверсификация была вызвана в первую очередь падением продаж кофе; в начале 1980-х годов кофейный рынок Германии сократился на четверть. В этот период годовой оборот компании составлял около 2,3 млрд немецких марок, из них пятую часть приносили потребительские товары, такие как одежда, спорттовары и электроника.
В 1988 году была зарегистрирована холдинговая компания Tchibo Holding AG (в 2007 году она была переименована в Maxingvest). В 1991 году для международной экспансии была создана компания Tchibo International; вскоре у компании было 600 магазинов в Европе. Первый магазин Tchibo в России был открыт в 1994 году. Также в начале 1990-х годов были открыты фабрики по обжарке кофе в Венгрии и Польше. В 1992 году компания, помимо кофе в зёрнах, начала продавать молотый и растворимый кофе под брендом Picco. В 1997 году была поглощена конкурирующая кофейная группа Eduscho с несколькими фабриками в Восточной Европе; эта покупка сделала Tchibo лидером рынка кофе в Германии с долей 20 %. Tchibo Holdings закончила 1990-е годы с оборотом 19 млрд марок (10 млрд евро).
В 2001 году Гюнтер Герц ушёл с поста генерального директора, а в 2003 году он и сестра Даниэла продали свои доли в семейном бизнесе. В 2002 году компания Reemtsma, выпускавшая сигареты под брендами West, Davidoff и Peter Stuyvesant, была продана британской группе Imperial Tobacco за €5,2 млрд; в 2006 году Tchibo приобрела права на бренд Davidoff café. В то же время была увеличена доля в Beiersdorf (до 50,46 % в 2004 году). В 2004 году в России был открыт завод по расфасовке растворимого кофе. В 2005 году началась продажа кофемашин Cafissimo. С 2000 года Tchibo присутствовала на рынке Великобритании, но в 2009 году, так и не добившись успеха, свернула там свою деятельность; позже была сделана вторая попытка: в 2016 году была куплена шотландская компания Matthew Algie, а в 2018 году — ирландская Capitol Foods.
В 2022 году компания покинула Россию, продав российский бизнес местному руководству ООО «Чибо СНГ».

## Собственники
Tchibo GmbH принадлежит холдинговой компании Maxingvest GmbH & Co. KGaA, которая также владеет контрольным пакетом акций производителя косметики Beiersdorf. Владельцами компании Maxingvest являются сыновья Макса Герца, Вольфганг и Микаэль. Третий сын, Гюнтер, и дочь, Даниэла, продали свои доли в 2003 году. Журнал Forbes по состоянию на июль 2025 года оценивал активы братьев Вольфганга и Микаэля Герцев в 6,7 млрд долларов.

## Деятельность
Компании принадлежат бренды кофе Tchibo, Eduscho, Davidoff Café, Jihlavanka и Molinari. По собственным данным компании, она является лидером рынка обжаренного кофе в Германии, Австрии, Венгрии и Чехии. На мировом рынке входит в десятку крупнейших. Розничная сеть по состоянию на 2023 год насчитывала 550 магазинов в Германии и 320 в других странах (Австрии, Венгрии, Польше, Словакии, Турции, Чехии и Швейцарии); в Германии также имелось 18 500 стоек в супермаркетах и других торговых точках. Также компания ведёт торговлю через интернет.
Основными источниками кофейных зёрен являются фермы в Бразилии, Вьетнаме, Гватемале, Гондурасе, Индии, Кении, Колумбии, Перу, Сальвадоре, Танзании и Эфиопии.
Помимо кофе, Tchibo через свои каналы сбыта продаёт одежду, мебель, бытовую технику и товары для дома. Еженедельно компания предлагает своим покупателям 40—80 новых товаров. Слоганом компании является выражение «Каждая неделя — новый мир» (нем. Jede Woche eine neue Welt).